# Ewa Latoszek
Ewa Danuta Latoszek (ur. 1954) – polska ekonomistka, profesor nauk ekonomicznych.

## Życiorys
W 1979  r. ukończyła studia ekonomiki i organizacji handlu zagranicznego w Szkole Głównej Planowania i Statystyki w Warszawie, w 1984 r. obroniła pracę doktorską pt. Konwencje z Lome jako nowa forma instytucjonalna współpracy EWG - kraje AKP, której promotorem była prof. Krystyna Michałowska-Gorywoda, w 2000 r. habilitowała się na podstawie pracy zatytułowanej Polityka traktatowa Wspólnoty Europejskiej wobec europejskich krajów nieczłonkowskich. W 2008 r. uzyskała tytuł profesora nauk ekonomicznych.
Została pracownikiem naukowym w Szkole Głównej Handlowej w Warszawie, w Politechnice Warszawskiej, w Olympus Szkole Wyższej im. Romualda Kudlińskiego z siedzibą w Warszawie, oraz w Wyższej Szkole Handlu i Finansów Międzynarodowych im. Fryderyka Skarbka w Warszawie.
Jest przewodniczącym Polskiego Stowarzyszenia Badań Wspólnoty Europejskiej PECSA i członkiem rady naukowej Kolegium Ekonomiczno-Społecznego Szkoły Głównej Handlowej w Warszawie.
Należy do Rady Dyscypliny Naukowej - Ekonomii i Finansów SGH, oraz była członkiem Komitetu Nauk Ekonomicznych PAN.